# Martell de maçoneria

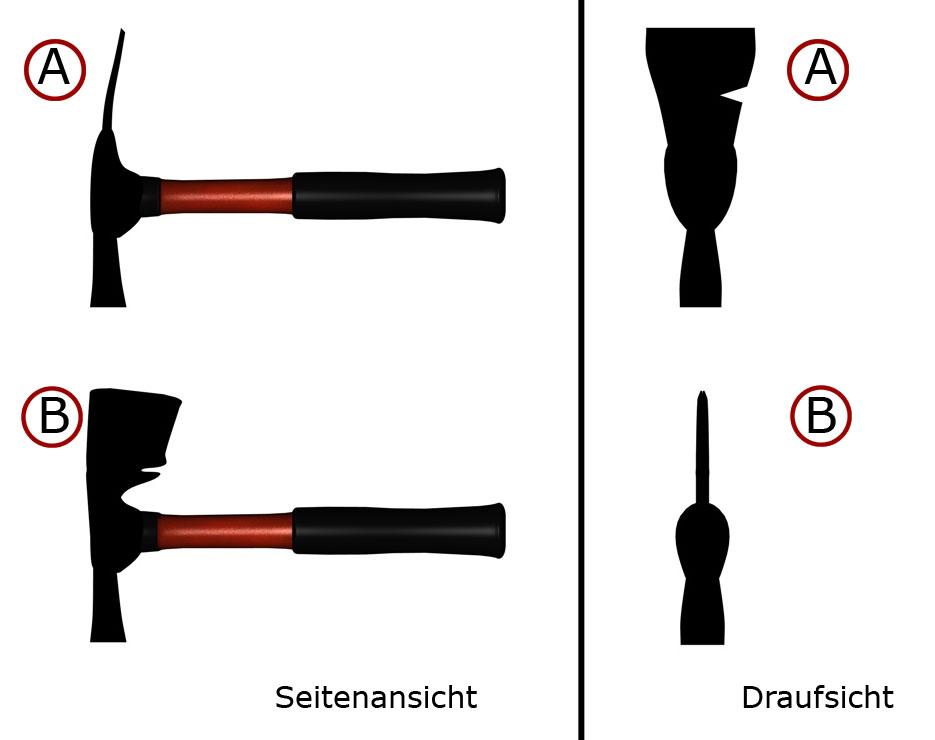
Dos tipus de martell de paleta

Un martell de maçoneria o martell de paleta, és un martell utilitzat en la construcció, amb una forma semblant a un piolet, té una punta tradicional plana i curta i l'altra llarga i en forma de cisell. Per aquest motiu, es pot utilitzar per tallar trossos petits de pedra, tallar maons o trossos petits de carreus de formigó, sense utilitzar un cisell separat. La fulla del cisell també es pot utilitzar per tallar ràpidament maons o blocs de ciment.

## Característiques

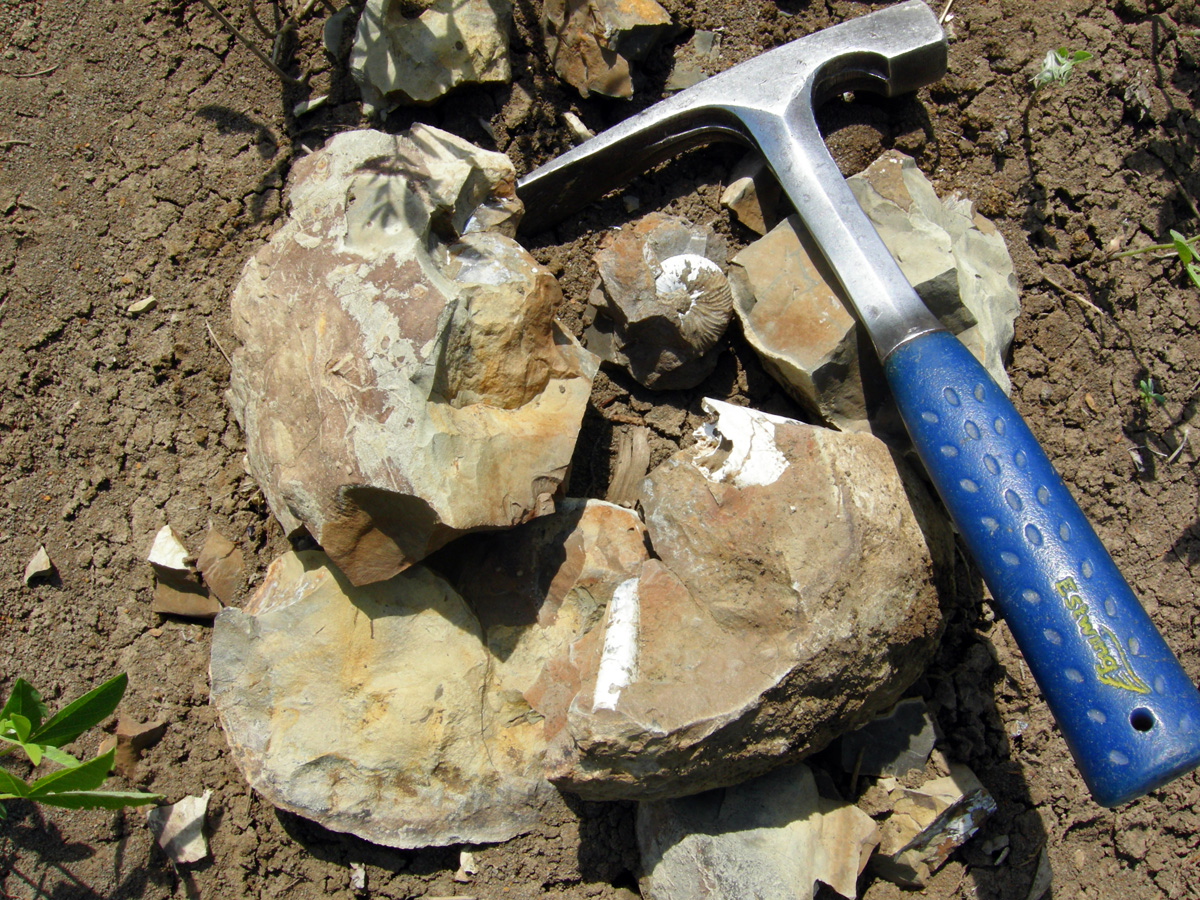
Martell de paleta utilitzat en feines geològiques.

Es tracta d'un martell especial utilitzat per colpejar pedres de maçoneria amb la forma desitjada. Això es fa amb la vora plana afilada de la part posterior del cap del martell. Aquesta punta distingeix el martell de maçoneria, alguns models tenen una ranura per posar-hi unes ungles intercanviables, sòlides o amb forma de rasclet; l'altre punta del cap del martell s'assembla a la d'un martell de fuster.
El martell d'enguixador és semblant, només que en comptes de tenir l'extrem posterior una posició transversal (respecte al mànec), la té longitudinal amb forma de destral (fent un angle de 30 graus aprox.) d'uns 5 cm de llarg, i d'alta duresa, de manera que la vora de tall no quedi danyada al picar pedres dures. En la majoria de casos, el martell té una encaixa la part inferior del destral, amb la que es poden arrencar els claus sobresortints.
Amb la part de la maçoneria, es destrueix principalment el guix antic o es trenquen blocs de pedra tosca (o blocs de formigó lleuger). Com a regla general, un pic i, per tant, el punt de ruptura predeterminat en el maó/pedra és colpejat amb el destral o el costat de vora seguint les nerviacions o els canals interiors. A continuació, la pedra es col·loca just a sobre de la vora i després es talla per separar-la la peça picant amb l'extrem amb forma de martell. La tècnica adequada per tallar els maons a la mida desitjada requereix molta pràctica.

## Martell de geòleg
Aquest tipus de martell també és utilitzat pels geòlegs quan es recullen mostres roques i minerals i és un dels diversos tipus de martell de geòleg.